# Aliceni, Satu Mare
Aliceni este un sat în comuna Târșolț din județul Satu Mare, Transilvania, România.

 Acest articol despre o localitate din județul Satu Mare este deocamdată un ciot. Puteți ajuta Wikipedia prin completarea lui.